# Piramidologie
Piramidologie is een verzamelnaam voor pseudowetenschappelijke en esoterische interpretaties van de functie, de bouw en de oorsprong van de Egyptische piramiden. Piramidologie maakt deel uit van een breder fenomeen, soms egyptosofie genoemd, waarbij het oude Egypte een bron van inspiratie vormt voor esoterische theorieën. 

## Geschiedenis

### John Taylor
Piramidologie ontstond in 1859. In dat jaar publiceerde John Taylor (1781 - 1864), een excentrieke partner in een Londense uitgeverij, zijn werk: The Great Pyramid: Why was it Built? And Who Built it? ("De Grote Piramide: Waarom werd deze gebouwd? En door wie?") Taylor heeft de piramide van Cheops nooit bezocht, maar hoe meer hij de structuur bestudeerde, hoe meer hij tot de overtuiging kwam dat de architect nooit Egyptisch kon zijn geweest, maar een Israëliet die onder goddelijke invloed werkte. Misschien wel Noach zelf. Taylor was ook de oorspronkelijke bron voor de bewering dat zowel Pi als de gulden snede de basis vormden voor de structuur van de piramides.

### Charles Piazzi Smyth
De ideeën van Taylor zouden nooit grote bekendheid en navolging hebben gekregen zonder professor Charles Piazzi Smyth (F.R.S.E., F.R.A.S.), die diende als Astronomer Royal of Scotland. Smyth nam de taak op zich om de theorieën van Taylor te verifiëren. Net als Taylor bestudeerde hij de afmetingen van de piramide van Cheops en observaties van anderen over de piramide. Grotendeels op eigen kosten ondernam hij een reis naar Egypte en besteedde veel tijd aan het verzamelen van gegevens inzake de piramide. Hij raakte hierdoor niet alleen overtuigd van de juistheid van Taylors beweringen, maar ontdekte veel meer feiten die hem overtuigden van de bijzondere aard van de piramide. Het aantal en de soort van geometrische, wiskundige, fysieke, geografische en astronomische metingen die Smyth maakte, is verbazingwekkend. Hij werkte zijn ideeën uit in de werken: Our Inheritance in the Great Pyramid (1864), Life and Work at the Great Pyramid (1867) en On the Antiquity of Intellectual Man (1868).
De architectuur van zowel de buitenzijde als de binnenzijde van de piramide verschaften Smyth met het merendeel van het "bewijs" van zijn speculaties. Hij besteedde veel tijd aan het meten van het fundament van de piramide. Zijn metingen brachten hem tot de conclusie dat een vaste eenheid, de piramide-inch, was gebruikt bij het ontwerpen en de bouw van de piramide en vooral dat de afmetingen in verband stonden met de lengte van jaren in dagen, zoals Taylor ook al had beweerd.
Smyth "ontdekte" een complexe samenhang tussen zaken als het aantal stenen dat was gebruikt bij de constructie van de grafkamers in de piramide, het volume en de vorm van de stenen sarcofagen die waren gevonden in de Koningskamer van de piramide, het aantal vlakken en hoeken in de piramide en het aantal gemetselde gangen tussen de verschillende ruimtes in de piramide, en talloze meer. Om de een of andere reden beschouwde Smyth combinaties van getallen als 25, 50, 10, 366 en 9 als bijzonder significant. Hij beschouwde het feit dat deze getallen in de maten van de piramide voorkwamen als een verslag van de "volmaakte" standaarden voor maten die God de mens ter beschikking had gesteld voor heilige bouwwerken. Naast deze lineaire metingen, besteedde Smyth ook veel tijd aan het onderzoeken van andere fysieke eigenschappen van de piramide, zoals de temperatuur en luchtdruk in de binnenste kamers en het gewicht en de dichtheid van de stenen sarcofaag in de Koningskamer. Ook hier "ontdekte" hij verondersteld belangrijke verhoudingen tussen deze metingen en trok hij de conclusie dat volmaakte eenheden van gewicht en temperatuur werden belichaamd in de kenmerken van de piramide.
Hij stelde ook vast dat de piramide interessante geografische en astronomische kenmerken had. Zo is de stand van zijden van de piramide bijna exact noord - zuid. Smyth geloofde dat dit met opzet was geconstrueerd en dat dit bewees dat de aardkorst niet significant was verschoven sinds de bouw van de piramides. Taylor had verondersteld dat de piramide een model was van de aarde; Smyth vond het bewijs hiervoor in het gegeven dat de afstand van de aarde tot de zon gemiddeld 10 tot de macht 9 is en dan vermenigvuldigd met de hoogte van de Grote Piramide. Om onbekende reden hechtte hij groot belang aan dit soort getallenreeksen; hij publiceerde er enkele honderden om de speciale eigenschappen van de piramide te bewijzen.
Naast zijn werken over piramidologie schreef Smyth werken om het christendom te bewijzen. Hierin integreerde hij piramidologie. Hij schreef de constructie van de Grote Piramide bijvoorbeeld toe aan de Joden die volgens hem de feitelijke leden waren van de dynastie van Hyksos, onder leiding van Melchizedek. Naar aanleiding van deze theorieën ontstond grote aanhang in Engeland. In Frankrijk werd abbé F. Moigno (kanunnik van de St. Denis) zijn belangrijkste verdediger. De grootste aanhang kreeg Smyth echter in de Verenigde Staten.

### James Ralston Skinner
In 1875 verscheen Key to the Hebrew-Egyptian Mystery in the Source of Measures Originating the British Inch and the Ancient Cubit, by Which was Built the Great Pyramid of Egypt and the Temple of Solomon; and through the Possession and Use of Which, Man, Assuming to Realize the Creative Law of the Deity, Set It Forth in a Mystery, Among the Hebrews Called Kabbala van James Ralston Skinner (1830-1896). Skinner had eerder uit een aantal krassen op een rots nabij zijn woonplaats Cincinnati geconcludeerd dat het hier om “old Hebrew script” moest handelen en daarom de Noord-Amerikaanse indianen zouden  afstammen van de verloren stammen van Israël.  
De essentie van het boek is, dat er een grote wijsheid verborgen is in de fysieke dimensies van de piramide van Cheops. Die dimensies onthullen de werkelijke waarde en afmeting van de Bijbelse cubit, die de  van God gegeven natuurlijke methode van meting zou zijn in tegenstelling tot het -volgens Skinner – heidense en materialistische metrieke systeem. Die cubit zou dan ook de enig juiste methode zijn om de structuur van het universum te beschrijven. Die fysieke dimensies zouden ook de wijsheid bevatten om zowel gebeurtenissen uit het verleden te duiden en die uit de toekomst te voorspellen.   

### Premillenniaal adventisme

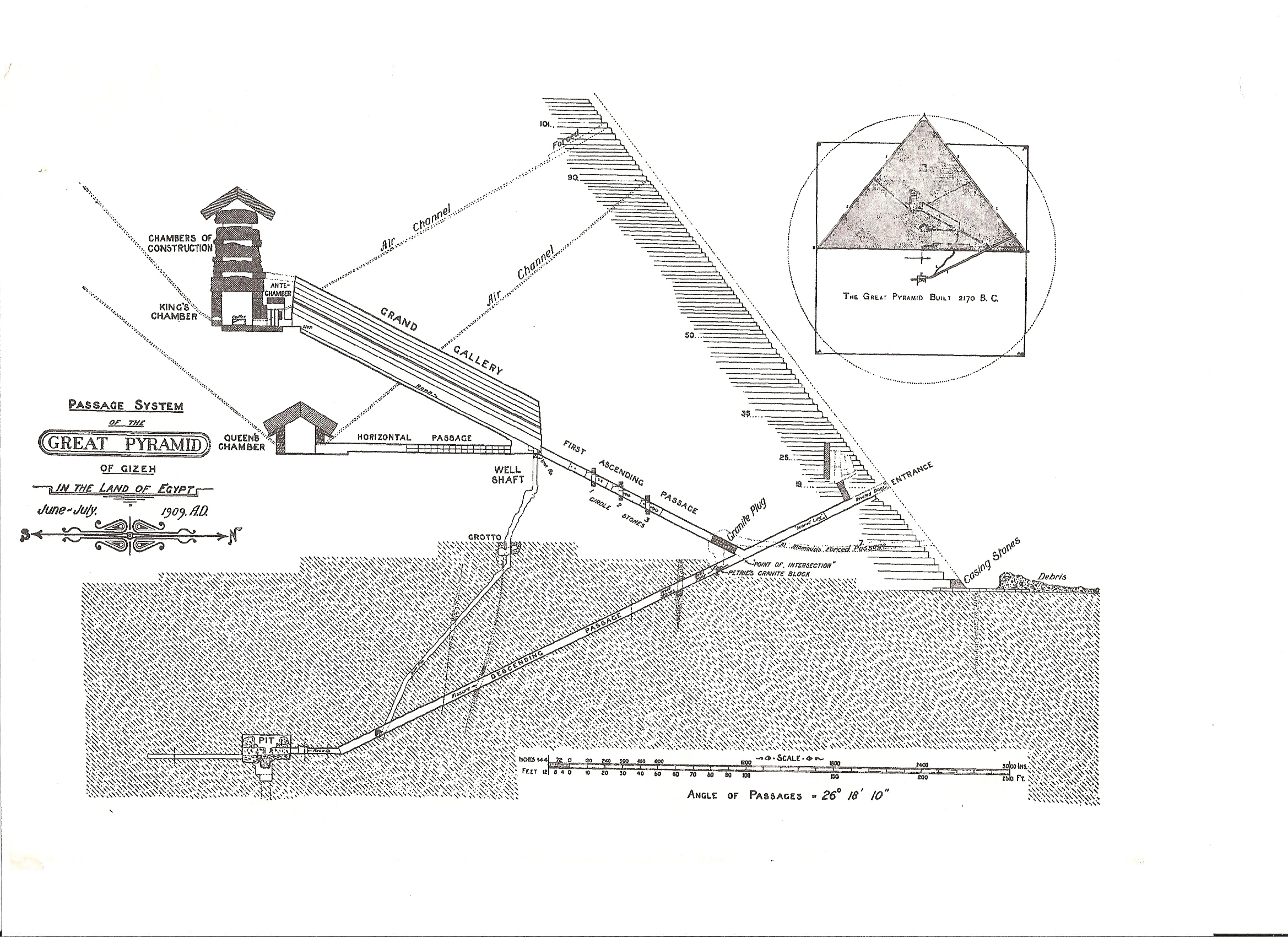
Charles Taze Russell was er tot aan zijn dood van overtuigd dat de afmetingen in de Grote piramide van Gizeh profetische betekenis hadden

In 1877 publiceerde Joseph Augustus Seiss zijn werk A Miracle in Stone, or the Great Pyramid ("Een wonder in steen, of de Grote Piramide"), dat zo populair was, dat binnen enkele jaren veertien drukken verschenen. Hoewel piramidologie werd omarmd door personen met verschillende religieuze achtergronden, waren de meesten ervan adventisten in de Verenigde Staten, de erfgenamen van William Miller, Millerieten, die de wederkomst van Christus hadden verwacht in 1843 en daarna in 1844.
De ideeën van Piazzi Smyth waren hoogstwaarschijnlijk al eerder bekend in de Verenigde Staten, maar in juni 1876 publiceerde hij een artikel in de Bible Examiner, een tijdschrift dat werd uitgegeven door George Storrs in Brooklyn, New York. Op deze wijze maakte Smyth de "glorie van de Grote Piramide" bekend aan de Adventistische Wederkomst-beweging. De Bible Examiner diende als spreekbuis voor een grote verscheidenheid aan belangrijke en onbelangrijke personen in de Engelstalige, non-conformistische wereld. Enkele jaren later publiceerde George Storrs een serie hoofdartikelen over de Grote Piramide en de profetische betekenis ervan in de Herald of Life and the Coming Kingdom, het officiële tijdschrift van een kleine Adventistische beweging, de Life and advent Union, waarvan Storrs mede-oprichter was. De ideeën in dit tijdschrift werden zwaar beïnvloed door Smyth en Seiss.
Deze theorieën kregen echter pas wereldwijde bekendheid en navolging toen zij werden geïntegreerd in de werken van Charles Taze Russell, een wereldberoemde protestants-adventistische "pastor", die de beweging van Bijbelonderzoekers startte eind jaren 1870. Tegen 1876 had Russell de volledige profetische constructie van Nelson H. Barbour overgenomen; in zijn werk The Midnight Cry (Rochester, NY: particuliere uitgave, 1871) had Barbour een constructie van diverse jaartallen uitgewerkt, gebaseerd op zowel de Bijbel als piramidologie. Russell nam de frase over van Seiss dat de piramide van Cheops "de Bijbel in steen" was. In De Wachttoren van 1883 kondigde Russell aan dat God de Grote Piramide had geplaatst als een "teken" in Egypte. Maar pas vanaf 1897 benadrukte hij het belang van piramidologie en dat de piramide van Gizeh een belangrijke rol vervulde in het "Goddelijk plan der eeuwen", gebaseerd op Jesaja 19:19,20. Russell onderwees deze zienswijzen tot aan zijn dood in oktober 1916. Op het grondstuk waar hij begraven werd, werd ook een piramidevormige gedenksteen geplaatst.
Russells opvolger Joseph Franklin Rutherford veroordeelde piramidologie in 1928 echter als onschriftuurlijk en ontsproten aan de Duivel. Toen de beweging midden jaren 1920 werd verscheurd door een schisma koos de ene kant van de scheuring de kant van Rutherford; deze zijde hernoemde zich begin jaren 1930 tot Jehova's getuigen en ondersteunen de leer van Russell hierin niet meer en zijn er zelfs onbekend mee. De andere kant van de scheuring staat bekend als Ernstige Bijbelonderzoekers; zij houden vast aan de geschriften van Russell en ondersteunen zijn gezichtspunt inzake piramidologie nog altijd.

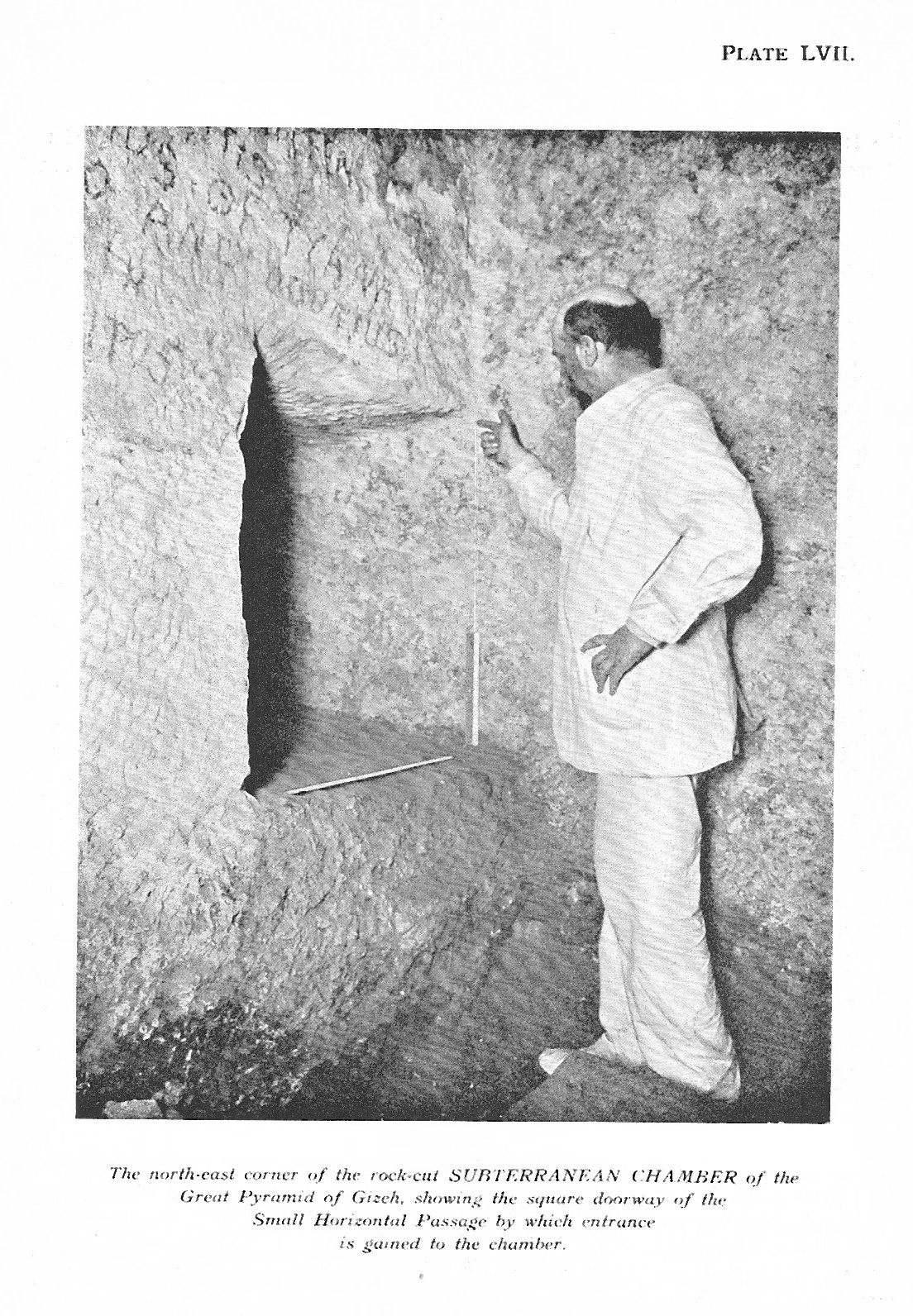
John Edgar in de piramide van Gizeh (afbeelding in Great Pyramid Passages, deel 1, blz. 153 (1910)

De gebroeders John Edgar en  Morton Edgar, wetenschappers, Bijbelonderzoekers en persoonlijk medewerkers van Charles Taze Russell, schreven omvangrijke verhandelingen over de geschiedenis, aard en profetische symboliek van de Grote Piramide in relatie tot de toen bekende archeologische geschiedenis, in samenhang met hun interpretaties van profetische en Bijbelse chronologie. Zij zijn het bekendst geworden door hun omvangrijke en uiterst gedetailleerde werk in twee delen: Great Pyramid Passages and Chambers, oorspronkelijk uitgegeven in 1910 en 1913.

### Na de Tweede Wereldoorlog
David Davidson schreef ook piramidologische werken, zoals The Great Pyramid, Its Divine Message, en voorspelde het einde van de wereld op verschillende momenten, gebaseerd op de afmetingen van de Grote Piramide, waarvan de eerste zou plaatsvinden in 1954.
In 1957 publiceerde de Schot Adam Rutherford (voor zover bekend geen familie van J.F. Rutherford), aanhanger van Russells leerstellige ideeën zoals gepubliceerd door de "Bijbelonderzoekers", zijn werk Outline of Pyramidology. Deze werd in 1961 en 1962 herzien en hernoemd tot Pyramidology Books 1 & 2; een derde deel volgde in 1966: Pyramidology Book 3. In deze boeken gebruikt Rutherford de diagrammen die Smyth eerder had ontworpen. Tevens incorporeerde Rutherford terminologie en schriftuurlijke verwijzingen die eerder door Russell waren onderwezen.

## Piramidologische theorieën
De volgende verschillende theorieën kunnen worden onderscheiden:
- Geometrisch: Het idee dat de geometrie van, voornamelijk de Piramide van Cheops, een verborgen boodschap bevat.
- Archeologisch: Theorieën die de gevestigde mening dat de piramiden grafmonumenten waren niet aanvaarden. Ook zijn er theorieën met betrekking tot het bestaan van verborgen kamers in de piramide van Cheops.
- Spiritueel: In newage-kringen wordt de piramide als ruimtelijk figuur gezien als een bron van spirituele energie.
- Paleo-Seti: Het idee dat de piramiden gebouwd zijn door buitenaardse wezens die de Aarde in de prehistorie bezochten (de Ancient aliens-theorieën)..
- Verloren beschaving: Het idee dat de piramiden gebouwd zijn door een beschaving die reeds lang voor de oude Egyptenaren bestond.

### Geometrische verborgen boodschap
Er circuleren theorieën dat de afmetingen en indeling van de piramide van Cheops de schaal van het zonnestelsel, de aarde en zelfs het universum aangeven. Ook zijn er theorieën dat de geschiedenis van de wereld er via een 'geheime sleutel' in is vervat.

### Alternatieve archeologische opvattingen
Volgens sommige onderzoekers waren de piramides initiatiegebouwen voor geheime mysteriegodsdiensten en/of opslagruimtes voor kennis al of niet in geheime ruimtes.

### Spirituele energie
Het idee dat er een verband bestaat tussen de piramide als ruimtelijk figuur die invloed kan uitoefenen op
organismen is pas ontstaan in de tweede helft van de twintigste eeuw. Volgens de Tsjechische onderzoeker Karel Drbal is er een direct verband tussen de piramide als ruimtelijk figuur en de fysieke, chemische en biologische processen die binnen de piramide plaatsvinden. Een verklaring van deze theorieën wordt meestal gezocht in het idee dat bepaalde geometrische vormen resoneren met kosmische energieën. Zo zouden botte scheermesjes die je in een piramide legt weer scherp kunnen worden en zal vlees dat in een piramide ligt niet rotten. In de newagebeweging worden piramiden vaak gebruikt om in te mediteren, om zo gebruik te kunnen maken van de spirituele energie die men aan de piramide toeschrijft. De piramide van Cheops wordt veelal beschouwd als de perfecte piramide. De piramiden die men gebruikt voor meditatie zijn dan ook vaak een exact schaalmodel van de piramide van Cheops. In de daadwerkelijke piramide die men in Egypte ziet wordt regelmatig door aanhangers van deze theorie gemediteerd. Er zijn reisbureaus die speciaal hiervoor reizen naar Egypte organiseren.
Zie biogeometrie voor de invloed van geometrische vormen op organismen.

### Paleo-SETI
De paleo-seti-theorie gaat ervan uit dat de aarde in het verleden contact heeft gehad met buitenaardse wezens (Zie ook: SETI). Deze buitenaardse wezens werden vervolgens door de mensen uit deze tijd aangezien voor goden. Een belangrijke voorstander van deze theorie is Erich von Däniken, die meent archeologisch bewijs te hebben gevonden voor contact met buitenaardsen in de late steentijd. Sommige paleo-seti-aanhangers beweren dat de piramide van Cheops gebouwd is door buitenaardse wezens. Hun argumenten verwijzen voornamelijk naar het werk van Von Däniken en het idee dat voor het bouwen van de piramide van Cheops technologie noodzakelijk is die de oude Egyptenaren niet bezaten. Paleo-seti-theorieën zijn eind van de jaren negentig zeer populair geworden, mede door films zoals Stargate.

### Verloren beschaving
Een vaak genoemde theorie is het idee dat de piramiden gebouwd zijn door een beschaving die bestond lang voordat de Egyptenaren hun bloei kenden. De occultist Edgar Cayce (1877-1945) beweerde dat de piramide van Cheops gebouwd is door vluchtelingen van het gezonken continent Atlantis in ongeveer 10.500 v.Chr. De Amerikaanse geoloog John Anthony West is van mening dat de verweringspatronen van de Sfinx nabij de piramiden van Giza aantonen dat dit monument ongeveer 10.000 jaar geleden gemaakt moet zijn. Ook auteurs zoals Robert Bauval en Graham Hancock bouwden voort op de ideeën van Edgar Cayce. Zo concludeert Bauval uit de stand van de zogenaamde luchtschachten in de piramide van Cheops dat er een verband bestaat tussen de stand van de sterren, zoals die 10.000 jaar geleden was, en de architectuur van de piramide van Cheops. Hij leidt hieruit echter niet af dat de piramide van Cheops dus gebouwd moet zijn omstreeks deze tijd, maar dat kennelijk deze periode zeer belangrijk was voor de piramidebouwers. Hij sluit niet uit dat er gebouwd is op een oudere locatie.

## Wetenschappelijke kritiek
Piramidologie staat op gespannen voet met de gevestigde wetenschap. Piramidologen uiten vaak scherpe kritiek op de egyptologische interpretaties van de piramiden maar aangezien hun kritiek (vrijwel) nooit vergezeld gaat van harde bewijzen daarvoor, nemen egyptologen piramidologische theorieën niet serieus. Een fervent tegenstander van piramidologie is de egyptoloog Zahi Hawass, die een tijd lang de archeologische beheerder was van het plateau van Gizeh. Hawass is het onderwerp van vele complottheorieën met betrekking tot het vermeend achterhouden van informatie over de piramiden.
Er is geen enkel archeologisch bewijs voor het bestaan van een pre-dynastieke cultuur met het organisatievermogen om een dergelijk gigantisch bouwproject te ondernemen. Dat de piramide van Cheops tijdens zijn regering is gebouwd, blijkt uit oude opschriften die men diep in de piramide heeft gevonden.
Ook de wetenschappelijke basis van paleo-seti-theorieën is vrij wankel. Het werk van Von Däniken wordt zwaar bekritiseerd door archeologen, aangezien zijn interpretatie van het archeologisch materiaal soms zeer dubieus genoemd kan worden en omdat Von Däniken ook een paar keer op fraude is betrapt. Serieuze wetenschappers houden zich niet bezig met het bewijzen dat de aarde (in een ver verleden) niet door buitenaardse wezens is bezocht.
Ook het bestaan van piramide-energie is nooit natuurwetenschappelijk aangetoond. Het is denkbaar dat een verband bestaat tussen geometrie en onze psychologische hoedanigheid. Een ruimte kan bijvoorbeeld als 'aangenaam' of 'eng' worden ervaren. Sommige piramidologen leggen dan een verband met het toepassen van de gulden snede in klassieke architectuur. Er is echter geen wetenschappelijke basis voor theorieën over een relatie tussen piramide-energie en de gulden snede.